# Les Sessions Lost Souls
Les Sessions Lost Souls è il secondo album dal vivo, oltre che un DVD, del cantautore britannico James Blunt, pubblicato in Francia e in alcuni Paesi europei il 25 novembre 2008 dalla Atlantic Records.

## Descrizione
L'album è stato pubblicato da James Blunt nel 2008 come seguito del suo album in studio All the Lost Souls (2007). Il cofanetto include un album dal vivo contenente registrazioni di Blunt in Belgio, a Sydney e in Inghilterra, oltre a un DVD con le esibizioni registrate alle Max Sessions di Sydney, Parigi e Ibiza, i video musicali di 1973, Same Mistake, Carry You Home e I Really Want You e il documentario inedito Return To Kosovo. Il DVD e quattro canzoni sono state aggiunte in un'edizione deluxe di All the Lost Souls disponibile nel Regno Unito, il che significa che questa pubblicazione non è uscita in quel Paese. La versione digitale dell'album contiene l'EP aggiuntivo Live in London.

## Tracce

### CD
1. 1973 (Live in Belgium) – 5:43
2. Same Mistake (Live in Belgium) – 5:13
3. I'll Take Everything (Live in Belgium) – 4:11
4. Carry You Home (Live in Belgium) – 4:20
5. Give Me Some Love (Live in Belgium) – 3:37
6. I Really Want You (Live in Sydney, The Max Sessions) – 3:30
7. Cuz I Love You (Live in England, Glastonbury 2008) – 5:34
8. Young Folks (Live in England, Jo Whiley Live Lounge) – 5:51
9. Breakfast in America (Live in England, Hammersmith Apollo) – 4:37
10. Primavera in anticipo (It Is My Song) (feat. Laura Pausini) – 3:30
11. Je réalise (feat. Sinik) – 3:42
12. Love, Love, Love – 3:46

EP aggiuntivo – Live in London (solo nella versione digitale)
1. Give Me Some Love (Live in London) – 4:27
2. Carry You Home (Live in London) – 4:36
3. I'll Take Everything (Live in London) – 4:08
4. I Really Want You (Live in London) – 3:41
5. One of the Brightest Stars (Live in London) – 3:26
6. Same Mistake (Live in London) – 4:59

### DVD
1. Same Mistake (Live at Abbey Road)
2. I'll Take Everything (Live at Abbey Road)
3. 1973 (Live at Abbey Road)
4. You're Beautiful (Live in Paris)
5. Goodbye My Lover (Live in Paris)
6. Carry You Home (Live on the Max Sessions, Sydney)
7. Wisemen (Live in Ibiza)
8. One of the Brightest Stars (Live in Ibiza)
9. 1973 (Video)
10. Same Mistake (Video)
11. Carry You Home (Video)
12. I Really Want You (Video)
13. Je réalise (Sinik feat. James Blunt) (Video)
14. Return to Kosovo: a Documentary
15. James Blunt TV5M Special
16. 1973 (Making of the Video)
17. Same Mistake (Making of the Video)
18. Carry You Home (Making of the Video)
19. I Really Want You (Making of the Video)

## Formazione
- James Blunt – voce, chitarra acustica, tastiera, cori
- Paul Beard – tastiera, cori
- Karl Brazil – batteria
- Mark Jonathan Davis – regia
- Valerie Etienne – cori
- Dan Fitzgerald – produzione tecnica
- Paul Fredericks – cori
- Joe Garland – cori
- Mary Gormley – A&R
- Robert Hayden – management
- Phil Heyes – regia
- Alison Howe – produzione
- Todd Interland – management
- Mary Ellen Matthews – fotografia
- Malcolm Moore – basso, cori
- Brian Murray – tecnico chitarra
- Conor O'Mahony – A&R
- Tim Summerhayes – missaggio
- Dennie Vidal – produzione tecnica

## Classifiche
| Classifica (2008) | Posizione massima |
| ----------------- | ----------------- |
| Francia           | 39                |